# Harveysburg
Harveysburg – wieś w USA, w stanie Ohio, w hrabstwie Warren. Według danych z 2012 roku miejscowość miała 545 mieszkańców.